# 9525 Amandasickafoose
9525 Amandasickafoose è un asteroide della fascia principale. Scoperto nel 1981, presenta un'orbita caratterizzata da un semiasse maggiore pari a 2,4589275 UA e da un'eccentricità di 0,0983696, inclinata di 7,46030° rispetto all'eclittica.